# Širase (AGB-5002)
Širase (AGB-5002) byl ledoborec Japonských námořních sil sebeobrany. Byl postaven jako náhrada dosluhujícího ledoborce Fudži (AGB-5001). Ve službě byl v letech 1983–2008. Byl v pořadí třetím plavidlem japonského námořnictva pro službu v Arktidě. Jeho domovským přístavem byla Jokosuka. Dne 12. dubna 2008 ledoborec dokončil svou 49 a poslední arktickou plavbu a byl ze služby vyřazen.

## Stavba

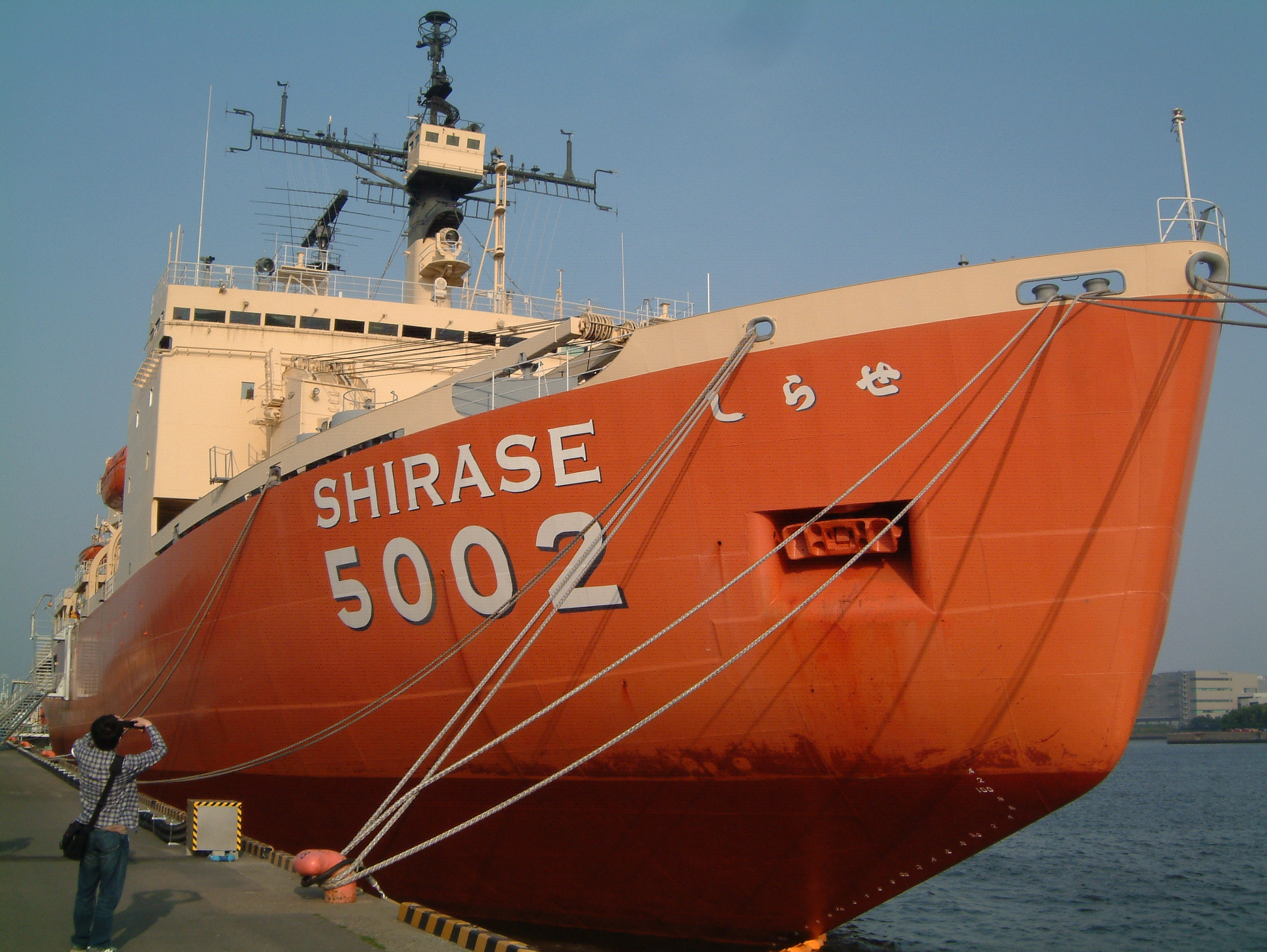
Širase (AGB-5002)

Plavidlo postavila loděnice Nippon Kokan v Curumi. Kýl byl založen 5. března 1981. Trup byl na vodu spuštěn 11. prosince 1981 a ledoborec byl do služby přijat v 12. prosince 1983. Cena plavidla dosáhla výše 24 miliard jenů.

## Konstrukce

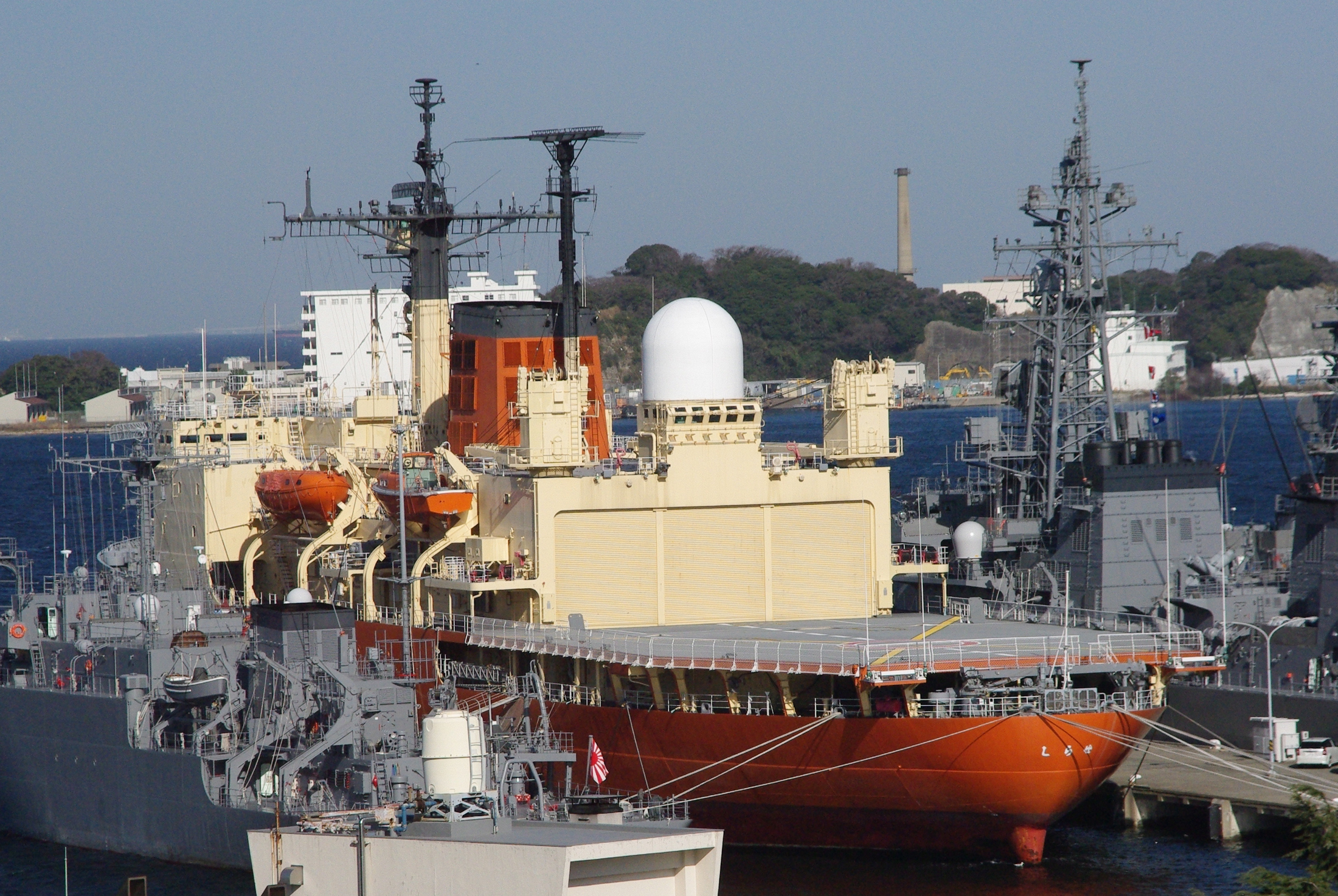
Širase (AGB-5002)

Posádku tvořilo 170 námořníků a 60 dalších osob, zejména vědců. Na zádi byl vybaven přistávací plochou a hangárem pro tři vrtulníky. Pohonný systém tvořilo šest dieselů Mitsui 12V42M, každý o  výkonu 4230 kW, pohánějící prostřednictvím šestice alternátorů po 4050 kW trojici lodních šroubů. Nejvyšší rychlost dosahovala 19 uzlů. Dosah činil 25 000 námořních mil při rychlosti 15 uzlů. Může plout tříuzlovou rychlostí ledem silným až 1,5 metru.